# Dromenvanger

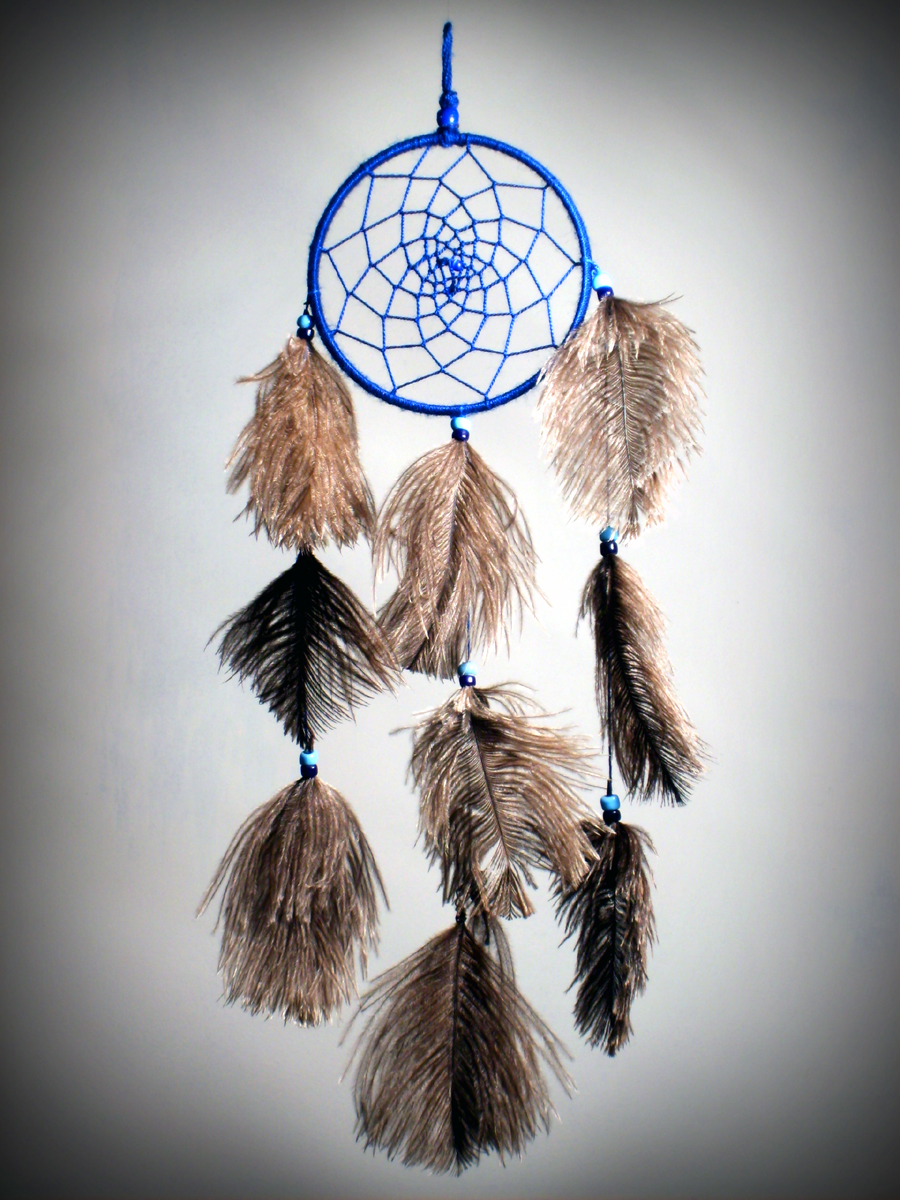
Dromenvanger.

Een dromenvanger (vertaling van het Engelse Dreamcatcher) is een traditioneel object, oorspronkelijk afkomstig van de Ojibweg (Anishinaabeg), een indianenvolk uit Noord-Amerika. Vanwege de spirituele of esoterische associaties is dit voorwerp eind 20e eeuw ook in gebruik geraakt onder aanhangers van het New Age-gedachtegoed.

## Samenstelling
Een dromenvanger bestaat uit een ring (meestal van wilgenhout) met daarin een web. Vaak zitten er kraaltjes of steentjes in het web en hangen er veren onder de ring.

## Gebruik
De Ojibweg geloven dat het zelf maken en ophangen van een dromenvanger boven het bed nare dromen weert. Eeuwenlang al maken ouders dromenvangers om boven het bedje of draagwieg van hun kinderen te hangen. Ook zijn in exotische winkels en op de markt kant en klare dromenvangers te koop voor ouders die deze niet zelf kunnen maken maar toch een dromenvanger boven bed of wieg van een kind willen hangen. Men gaat ervan uit dat de hemel doorweekt is met dromen, goede dromen, maar ook slechte dromen. Tijdens de nacht worden de slechte dromen gevangen in het web en volgens de overlevering glijden ze er dan in de morgen af en drogen ze op in de ochtendzon. Goede dromen kunnen ongehinderd hun doorgang in het centrum van de dromenvanger vinden en treden daarmee het leven binnen van de dromer.
De kleur van de dromenvanger vertegenwoordigt een van de 4 elementen:
| Element | Kleur          |
| ------- | -------------- |
| vuur    | rood, goudgeel |
| water   | zeegroen, wit  |
| aarde   | zwart, bruin   |
| lucht   | blauw          |